# Motherless Brooklyn
Motherless Brooklyn (Huérfanos de Brooklyn, en español) es una película criminal estadounidense neo-noir de 2019, producida y dirigida por Edward Norton, basada en la novela de 1999 del mismo nombre de Jonathan Lethem. Ambientada en la ciudad de Nueva York en 1957, la película sigue a un investigador privado con síndrome de Tourette, que está decidido a resolver el asesinato de su mentor. Junto con Norton, la película también está protagonizada por Bruce Willis, Gugu Mbatha-Raw, Bobby Cannavale, Cherry Jones, Alec Baldwin y Willem Dafoe.
Un proyecto apasionante de Norton desde que leyó la novela de Lethem en 1999, la película tardó casi 20 años en producirse. Aunque el libro está ambientado en los tiempos contemporáneos, Norton sintió que la trama y el diálogo se prestaban más a un escenario noir, moviéndolo a la década de 1950, con muchos puntos adicionales de la trama inspirados en The Power Broker. Otros miembros del elenco se unieron en febrero de 2018, y la fotografía principal comenzó ese mismo mes.
La película tuvo su estreno mundial en el Festival de Cine de Telluride el 30 de agosto de 2019 y fue estrenada en los Estados Unidos el 1 de noviembre de 2019 por Warner Bros. Pictures. Recibió críticas mixtas de los críticos, con elogios por el desempeño de Norton y las ideas de la película, pero críticas por su duración, y fue un fracaso de taquilla, recaudando $18 millones en su presupuesto de $26 millones. En la 77.ª entrega de los Premios Globo de Oro la película recibió una nominación a Mejor Banda Sonora Original.

## Argumento
En la ciudad de Nueva York de la década de 1950, Lionel Essrog trabaja en una agencia de detectives junto a Gilbert Coney, Danny Fantl y Tony Vermonte. Su jefe, Frank Minna, los rescató cuando eran niños de un orfanato abusivo. Apodado "Motherless Brooklyn" por Frank, Lionel tiene el síndrome de Tourette, que a menudo lo aleja de las personas, pero su memoria fotográfica lo convierte en un buen detective.
Trabajando en un caso secreto, Frank les pide a Lionel y Gilbert que lo sigan a una reunión. Lionel escucha por teléfono mientras Frank presenta documentos que amenazan un acuerdo comercial para William Lieberman, Lou y su gran secuaz. Cuando Frank trata de negociar un alto precio, los hombres lo obligan a llevarlos a los originales. Lionel y Gilbert lo siguen en su auto, llegando justo cuando Frank recibe un disparo. Lo llevan al hospital, pero Frank muere.
La viuda de Frank, Julia, deja a Tony a cargo de la oficina. Lionel comienza a usar el sombrero y el abrigo de Frank, y una caja de fósforos en el bolsillo de Frank lleva a Lionel a un bar de jazz de propiedad afrodescendiente en Harlem. Se da cuenta de que los hallazgos de Frank involucran a Laura Rose, quien trabaja para Gabby Horowitz luchando contra la renovación urbana; barrios pobres y minoritarios están siendo comprados y demolidos, forzando a sus residentes. Lionel acude a una reunión pública donde se aborda a Moisés Randolph, comisionado de varias autoridades de desarrollo. Robando las credenciales de un periodista, Lionel habla con Paul, quien se enfurece contra Moisés en la reunión.
Con el pretexto de informar sobre la historia de la renovación urbana, Lionel conoce a Laura. Ella lo lleva a un club que Frank estaba investigando, donde su padre Billy, suponiendo que Lionel es uno de los hombres de Moisés, lo golpea hasta dejarlo inconsciente. Lionel es rescatado por un trompetista y descubre que Paul es el hermano de Moisés y un ingeniero. Se da cuenta de que Lieberman está recibiendo sobornos en muchas de las ofertas de vivienda, y que los programas de reubicación de viviendas son estafas. Paul le presenta a Moisés un gran plan de renovación para mejorar la ciudad.
Billy llama a Lionel, disculpándose por el ataque y ofreciendo reunirse con información. Sin embargo, Lionel llega para encontrar a Billy asesinado, su muerte puesta en escena como un suicidio. Pasando la noche con una angustiada Laura en su casa, Lionel admite su verdadera identidad y cree que está en peligro. Al encontrar fotos de Paul reuniéndose con Billy por su cuenta, Lionel se enfrenta a Laura, quien explica que su "Tío" Paul es su verdadero padre. Paul le niega esto a Lionel y explica que Frank y Billy planearon sacar más dinero de los matones de Randolph, en contra de las protestas de Paul. Le ruega a Lionel que encuentre la evidencia.
Lionel es llevado a Moisés, quien lo invita a unirse a su equipo y dejar de husmear, con 24 horas para decidir. Dentro del sombrero de Frank, Lionel encuentra la llave de un casillero de almacenamiento de la estación de Pensilvania, que contiene una escritura de propiedad y el certificado de nacimiento de Laura, que revela que Moisés es su padre. Lionel le da la llave a Paul y se encuentra con Tony, quien ha estado trabajando en la vigilancia de Randolph. Tony admite que ha estado durmiendo con Julia, y le dice a Lionel que acepte el trato de Moisés ya que Laura pronto será asesinada. Lionel corre para salvar a Laura, deteniéndola antes de que entre en su apartamento, y huyen. Laura tira al gran secuaz de la escalera de incendios, y Lou los acorrala con una pistola, pero el trompetista golpea en la cabeza con una trompeta, que saca a Laura de la ciudad.
Lionel conoce a Moisés, quien revela que violó a la madre de Laura, una de sus empleadas; Pablo firmó el certificado de nacimiento, pero la exposición de este secreto amenazó a Moisés. Lionel advierte a Moisés que deje a Laura sola o él divulgará la información. Él le informa a Moisés que Lieberman está en la toma, y le pide que cuando Moisés mata a Lieberman, le diga que es por Frank. Moisés le dice a Lionel que le diga a Paul que sus increíbles planes para la ciudad continuarán.
Al día siguiente, Moisés niega los planes de Paul por despecho, mientras que Lionel envía la información al periodista cuyas credenciales robó. Lionel conduce a la propiedad que Frank lo dejó en la escritura, donde Laura lo está esperando; Mientras se sientan juntos, ella comienza a frotar su espalda, de la manera en que Lionel explicó previamente en su narración que su madre ayudaría a calmar su pensamiento frenético.

## Reparto
- Edward Norton como Lionel Essrog.
- Bruce Willis como Frank Minna.
- Gugu Mbatha-Raw como Laura Rose.
- Alec Baldwin como Moisés Randolph.
- Willem Dafoe como Paul Randolph.
- Bobby Cannavale como Tony Vermonte.
- Cherry Jones como Gabby Horowitz.
- Michael K. Williams como trompetista.
- Leslie Mann como Julia Minna, la esposa de Frank.
- Ethan Suplee como Gilbert Coney.
- Dallas Roberts como Danny Fantl.
- Josh Pais como William Lieberman.
- Robert Wisdom como Billy Rose.
- Fisher Stevens como Lou.

## Producción
Después de hacer la película de 1998 American History X, Edward Norton adquirió los derechos para adaptar la novela Motherless Brooklyn de Jonathan Lethem. En octubre de 1999, se anunció que Norton protagonizaría y produciría la película. No estaba seguro de si dirigiría la película. Aunque la novela tiene lugar en un entorno moderno de 1999, Norton reescribió la historia para la década de 1950, porque los "personajes están escritos en un estilo de detective muy duro de la década de 1950... y si intentamos hacer una película sobre los años 90 en Brooklyn con chicos que actúan como los gumshoes de los años 50, se sentirá irónico". También agregó el personaje Moses Randolph a la historia, que se basa en el planificador de la ciudad de Nueva York, Robert Moses. En 2012, Norton terminó de escribir el guion. Se imaginó comprando la película a directores como Bennett Miller, Paul Thomas Anderson y David Fincher. Toby Emmerich alentó a Norton a dirigir la película él mismo. En febrero de 2014, se estableció el proyecto, con la dirección de Norton. Norton dijo que estaba motivado para seguir involucrado en la película debido a la elección de Donald Trump como Presidente de los Estados Unidos.
La producción comenzó en febrero de 2018 en la ciudad de Nueva York, con Norton, Willem Dafoe, Bruce Willis, Gugu Mbatha-Raw y Alec Baldwin, entre otros, listos para protagonizar. Bobby Cannavale y Dallas Roberts se unieron al elenco unas semanas más tarde. El 22 de marzo de 2018, se produjo un incendio en el sótano del edificio Harlem donde se estaba produciendo, debajo del plató de la película. El incendio resultante mató al Bombero FDNY (ascendido póstumamente a teniente) Michael R. Davidson de Engine 69. La producción se suspendió temporalmente al día siguiente y se reanudó una semana después. Se presentaron varias demandas después del incendio, entre otras, por la viuda de Michal R. Davidson contra la productora de Norton Class 5 Films por la muerte injusta de su esposo, y por Class 5 Films contra el propietario del edificio.
La filmación adicional tuvo lugar en diciembre de 2018 en Troy, Nueva York. Tomó 46 días filmar toda la película. La película fue filmada por Dick Pope y editada por Joe Klotz. Los efectos visuales se utilizaron para la escena en la estación de Pensilvania, que fue demolida en 1963.

### Música
Norton envió un correo electrónico al cantante de Radiohead Thom Yorke pidiéndole que escribiera una canción para la película. 2 semanas después, Yorke le envió una canción por correo electrónico, "Daily Battles". El compañero de banda de Yorke's Atoms for Peace, Flea, contribuyó con el bajo y los cuernos. Norton reclutó al músico de jazz Wynton Marsalis para reorganizar la canción como una balada que recuerda a Miles Davis de la década de 1950. El pianista Isaiah J. Thompson, el bajista Russell Hall, el saxofonista Jerry Weldon y el baterista Joe Farnsworth fueron reclutados para completar la versión de Marsalis de la canción. Ambas versiones se usaron en la película, y se lanzaron en los servicios de transmisión el 21 de agosto de 2019, y como un sencillo de vinilo el 4 de octubre de 2019.
Norton mencionó al compositor Daniel Pemberton que le encantaba la música de Vangelis para la película Chariots of Fire, "específicamente por su simple piano clásico bajo este sintetizador". Pemberton respondió que la primera pieza de equipo musical que compró fue la Sintetizador Yamaha CS-80, que fue utilizado por Vangelis para esa película. Escribió el puntaje para Motherless Brooklyn en menos de 4 semanas y lo produjo en menos de 2 semanas. Lo grabó en Abbey Road Studios en 3 días.

## Estreno
Motherless Brooklyn tuvo su estreno mundial en el Festival de Cine de Telluride el 30 de agosto de 2019. También se proyectó en el Festival Internacional de Cine de Toronto 2019, el Festival Internacional de Cine de Vancouver 2019, el Festival de Cine de Nueva York 2019, el Festival de Cine Mill Valley 2019, el Festival Internacional de Cine de Chicago 2019, el Festival de Cine de Roma 2019, el Festival Internacional de Cine de San Diego 2019, y el Festival Internacional de Cine de Haifa 2019. Fue lanzada en los Estados Unidos el 1 de noviembre de 2019.

## Recepción

### Taquilla
Motherless Brooklyn recaudó $9.3 millones en los Estados Unidos y Canadá, y $8.8 millones en otros territorios, para un total mundial de $18.1 millones.
En los Estados Unidos y Canadá, la película se estrenó junto a Terminator: Dark Fate, Harriet y Arctic Dogs, y se proyecta que recaudará entre 5 y 9 millones de dólares en su primer fin de semana. Ganó $1.1 millones en su primer día y tuvo un rendimiento inferior, ganando $3.5 millones durante el fin de semana y terminando noveno.

### Crítica
En el sitio web agregador de reseñas Rotten Tomatoes, la película tiene una calificación de aprobación de 63% basada en 154 reseñas con una calificación promedio de 6.31/10. El consenso crítico del sitio web indica: "La longitud imponente de Motherless Brooklyn requiere paciencia, pero las actuaciones fuertes y una perspectiva única hacen que valga la pena investigar este misterio". Metacritic asignó a la película una puntuación promedio ponderada de 60 de 100, basada en 34 críticos. , indicando "reseñas mixtas o promedio". Las audiencias encuestadas por PostTrak le dieron a la película una puntuación positiva general del 76% (incluyendo un promedio de 3.5 de 5 estrellas), mientras que un 46% dijo que definitivamente se la recomendaría a un amigo.
Peter Bradshaw de The Guardian le dio a la película una calificación 3 de 5 estrellas, escribiendo: "Es un plato fuerte para digerir, pero esta es una película fuerte y vehemente con un sentido real del tiempo y el lugar". A.O. Scott de The New York Times lo calificó como "una película muy inteligente, repleta de ideas sobre historia, política, arte y planificación urbana". Matt Zoller Seitz de RogerEbert.com le dio a la película una calificación 3 de 4 estrellas, alabando "la naturaleza descaradamente política el proyecto". Eric Kohn de IndieWire le dio a la película una calificación de B-, comentando que la película "al menos hace justicia a su material fuente al transformar la difícil situación del desarrollo urbano en una historia inmersiva de shaggy dog story". Peter Travers de Rolling Stone le dio a la película 4 de 5 estrellas, escribiendo, "es la propia actuación de Norton la que trae conexión emocional a Motherless Brooklyn". Peter Debruge de Variety comentó que "Lionel representa un enorme desafío nuevo y un variación increíblemente única en el arquetipo del investigador privado de otro modo ya desgastado".
Chris Tilly de IGN le dio a la película un 6.6 de 10, escribiendo: "La película tiene mucho que decir sobre la discriminación y la desigualdad, pero si bien la historia central de detective es intrigante, la película a menudo se desvía de la narrativa cul de sacs, dando a la película de 144 minutos serios problemas de ritmo y convirtiéndola en una visión frecuentemente frustrante". Jake Cole de Slant Magazine le dio a la película una calificación 1.5 de 4 estrellas, escribiendo: "Motherless Brooklyn se siente demasiado ordenada, una película que revive muchas de las piedras de toque del noir, pero nunca esa palpitante inquietud que recorre los clásicos del género". Todd McCarthy, de The Hollywood Reporter, calificó la película como" hecha con estilo, con impulso político, musicalmente deslumbrante, narrativamente confusa y, con casi dos horas y media, demasiado extensa".